# Pegasus Town
Pegasus Town è una città pianificata in costruzione a 25 km a nord di Christchurch in Nuova Zelanda, vicino alla città di Woodend.
È chiamata così per la vicina Pegasus Bay. Il progetto è stato proposto nel 1997 da Southern Capital ed è stato sviluppato da Infinity Investment Group e Multiplex Living. Tuttavia la australiana Brookfield Multiplex uscì dall'affare.
Gli azionisti della Pegaso Town Ltd sono la Infinity Investment e la Pegasus Town Investments Ltd, entrambe con sede a Wanaka, aventi come amministratori delle società Robertson e John Stuart Beattie.
Il nuovo titolare del 50 per cento – Pegasus Town Investments – ha la sua sede aziendale a Oamaru. Il suo azionista è Pegasus Trustees, a controllato al 50% ciascuno da George Latham Berry di Oamaru e Revell William Buckham di Queenstown.

## Storia
- Gennaio 2008: vengono emesse le prime concessioni terriere
- Settembre 2008: i residenti si trasferiscono in città
- Novembre 2008: viene aperto il villaggio Showhome
- Dicembre 2009: vengono aperti Pegasus Golf & Sports Club, Lago di Pegasus, Flat White Cafe, e Pegasus General Store

Nel 2011 risultavano vendute 779 sezioni il che equivale a circa il 92% di tutte le sezioni immesse nel mercato; circa 150 case erano state completate o erano in costruzione e la popolazione era di oltre 200 abitanti.
Nel cuore della città, il lago di Pegasus è diventato un luogo molto popolare per le manifestazioni sportive regionali e nazionali tra cui triathlon nazionale, regate della barca del drago, scuole sub, eventi velici. Pegasus Golf Course è la sede attuale degli New Zealand Women's Open.